# 白广平
白广平（？—446年），北魏前期起事领袖。
北魏太平真君六年（445年）九月，卢水胡蓋吳在杏城聚众反魏。十一月，盖吴派遣其部落帅白广平西去劫掠新平郡，安定的各族胡人群起响应，杀汧城守将。盖吴又派遣兵马西掠至长安。十一月十五日，魏太武帝派殿中尚书、扶风公拓跋处直、尚书、平阳公慕容嵩等人率二万骑兵讨伐薛永宗，派殿中尚书乙拔率五将三万骑兵讨伐盖吴，派西平公寇提三将统领一万骑兵讨伐白广平。盖吴自称天台王，手下设置文武百官。太平真君七年（446年）八月，盖吴被其属下所杀，传首京师。高凉王拓跋那、永昌王拓跋仁讨伐白广平，将其平定。